# Distretto di Erdek
Il distretto di Erdek (in turco: Erdek ilçesi) è un distretto della Turchia nella Provincia di Balıkesir con 32.958 abitanti (dato 2012) dei quali 21.042 urbani e 11.916 rurali 
Il capoluogo è la città di Erdek.

## Geografia antropica

### Suddivisioni amministrative
Il distretto è suddiviso in 3 comuni (Belediye) e 20 villaggi (Köy)